# Cavariella oenanthi
Cavariella oenanthi är en insektsart. Cavariella oenanthi ingår i släktet Cavariella och familjen långrörsbladlöss. Inga underarter finns listade i Catalogue of Life.